# Bathytroctes elegans
Bathytroctes elegans is een straalvinnige vissensoort uit de familie van gladkopvissen (Alepocephalidae). De wetenschappelijke naam van de soort is voor het eerst geldig gepubliceerd in 1979 door Sazonov & Ivanov.